# Тюргеши
Тюргешите (türgäš; кит. тукиши; ар. ат-туркаш) са номадско племе, населявало в VI-VIII в. Джунгария и централното Притяншание.
Тюргешите са едно от петте племена, влизащи в конфедерацията Дулу, която през VI-VII век, е в непрекъснат конфликт с друга – Нушиби. Тези две конфедерации съставляват гръбнака на Западния Тюркски каганат.
Към края на VII и началото на VIII в., тюргешите създават на мястото на Западния Тюркски каганат своя държава – Тюргешкия каганат, просъществувал до 766 година, когато е завладян от карлуките. Част от тюргешите се преселват на изток, в Уйгурия, където се вливат в уйгурския народ.